# Boldogkőváralja
Boldogkőváralja är en ort (by) i provinsen Borsod-Abaúj-Zemplén i nordöstra Ungern. Orten har 1 007 invånare (2024), på en yta av 21,99 km². Den ligger cirka 42,5 kilometer nordost om Miskolc.